# Вошо-Веллі (Невада)
Вошо-Веллі (англ. Washoe Valley) — переписна місцевість (CDP) в США, в окрузі Вошо штату Невада. Населення — 3074 особи (2020).

## Географія
Вошо-Веллі розташоване за координатами 39°17′32″ пн. ш. 119°46′36″ зх. д. / 39.29222° пн. ш. 119.77667° зх. д. (39.292274, -119.776751).  За даними Бюро перепису населення США в 2010 році переписна місцевість мала площу 13,05 км², уся площа — суходіл.

## Демографія
Згідно з переписом 2010 року, у переписній місцевості мешкало 3019 осіб у 1249 домогосподарствах у складі 868 родин. Густота населення становила 231 особа/км².  Було 1311 помешкання (100/км²).
Расовий склад населення:
| - 93,6 % — білих - 0,9 % — корінних американців - 0,9 % — азіатів - 0,5 % — чорних або афроамериканців - 0,1 % — вихідців з тихоокеанських островів - 1,5 % — осіб інших рас |

До двох чи більше рас належало 2,6 %. Частка іспаномовних становила 5,1 % від усіх жителів.
За віковим діапазоном населення розподілялося таким чином: 18,1 % — особи молодші 18 років, 66,5 % — особи у віці 18—64 років, 15,4 % — особи у віці 65 років та старші. Медіана віку мешканця становила 50,0 року. На 100 осіб жіночої статі у переписній місцевості припадало 96,9 чоловіків;  на 100 жінок у віці від 18 років та старших — 97,4 чоловіків також старших 18 років.
Середній дохід на одне домашнє господарство  становив 103 814 долари США (медіана — 78 836), а середній дохід на одну сім'ю — 122 914 долари (медіана — 94 335). За межею бідності перебувало 6,3 % осіб, у тому числі 7,7 % дітей у віці до 18 років та 8,5 % осіб у віці 65 років та старших.
Цивільне працевлаштоване населення становило 1927 осіб. Основні галузі зайнятості: освіта, охорона здоров'я та соціальна допомога — 18,1 %, науковці, спеціалісти, менеджери — 13,8 %, публічна адміністрація — 13,5 %.